# Slag bij Consuegra
De Slag bij Consuegra was een veldslag die plaatsvond op 15 augustus 1097 in het dorp Consuegra nabij Toledo en resulteerde in een overwinning voor de islamitische Almoraviden op de christelijke koninkrijken León en Castilië. De verliezen aan de kant van de christenen waren aanzienlijk en onder de doden was Diego Rodríguez, de zoon van de beroemde Spaanse ridder Rodrigo Díaz de Vivar (ook wel gekend onder de naam El Cid).